# Mike Watson
Michael „Mike“ Watson (* 19. April 1984 in St. John’s, Neufundland) ist ein professioneller kanadischer Pokerspieler.
Watson hat sich mit Poker bei Live-Turnieren mehr als 21 Millionen US-Dollar erspielt. Er gewann 2008 das Main Event der World Poker Tour und 2016 beim PokerStars Caribbean Adventure auf den Bahamas sowie 2023 in Monte-Carlo jeweils das Main Event der European Poker Tour.

## Persönliches
Watson machte an der University of Waterloo einen Abschluss in Mathematik. Er lebt in Toronto.

## Pokerkarriere

### Werdegang
Watson begann im Jahr 2005 mit Poker und gibt Pot Limit Omaha als seine Lieblingsvariante an. Seit Juli 2006 spielt er online. Er nutzt den Nickname SirWatts bei PokerStars, Full Tilt Poker, partypoker sowie 888poker und spielt bei GGPoker als TightDickPlaya. Darüber hinaus verwendet er bei Natural8 seinen echten Namen. Seine Online-Turniergewinne liegen bei knapp 7,5 Millionen US-Dollar, wobei der Großteil von über 4,5 Millionen US-Dollar bei PokerStars gewonnen wurde. Dort gewann er 2016 und 2018 je ein Turnier der World Championship of Online Poker sowie insgesamt 5 Events der Spring Championship of Online Poker. Im Jahr 2020 stand er zeitweise auf dem vierten Platz des PokerStake-Rankings, das die erfolgreichsten Onlinepoker-Turnierspieler weltweit listet.
Seine erste Geldplatzierung bei einem Live-Turnier erzielte Watson Anfang August 2006 im Hotel Bellagio am Las Vegas Strip. Im Juni 2007 war er erstmals bei der World Series of Poker (WSOP) im Rio All-Suite Hotel and Casino am Las Vegas Strip erfolgreich und platzierte sich fünfmal im Geld. Ende Februar belegte er beim Main Event der World Poker Tour (WPT) in Los Angeles den zehnten Platz und erhielt ein Preisgeld von mehr als 60.000 US-Dollar. Mitte Juli 2008 gewann der Kanadier das WPT-Main-Event im Bellagio und sicherte sich damit eine Siegprämie von über 1,6 Millionen US-Dollar, sein bis heute höchstes Preisgeld. Anfang Oktober 2008 wurde er beim High-Roller-Event der European Poker Tour (EPT) in London Dritter für 241.000 Britische Pfund, zu diesem Zeitpunkt umgerechnet rund 440.000 US-Dollar. Im Oktober 2011 belegte Watson bei einem Shootout-Event der in Cannes ausgespielten World Series of Poker Europe (WSOPE) den zweiten Platz und erhielt mehr als 110.000 Euro Preisgeld. Eine Woche später gewann er an gleicher Stelle ein Six Max Turbo mit einer Siegprämie von 104.400 Euro, bei dem jedoch kein Bracelet vergeben wurde. Im August 2012 erreichte der Kanadier beim EPT Super High Roller in Barcelona den Finaltisch und wurde Dritter für rund 400.000 Euro. Anfang Oktober 2012 siegte er beim 50.000 Euro teuren Majestic Roller in Cannes und erhielt eine Million Euro Preisgeld. Das Turnier wurde im Rahmen der World Series of Poker Europe ausgespielt, gehörte jedoch nicht zum offiziellen Turnierplan und war daher auch kein Bracelet-Event. Im Januar 2013 belegte Watson beim High Roller des PokerStars Caribbean Adventures (PCA) auf den Bahamas den dritten Rang für mehr als 450.000 US-Dollar. Mitte Mai 2013 erreichte er beim EPT Super High Roller in Monte-Carlo ebenfalls den Finaltisch und wurde Siebter für knapp 220.000 Euro Preisgeld. Bei der WSOP 2014 belegte der Kanadier bei einem Mixed-Max-Event den zweiten Platz hinter Jared Jaffee und erhielt ein Preisgeld von knapp 250.000 US-Dollar. Anfang Mai 2015 wurde Watson beim Super-High-Roller-Event der EPT Monte-Carlo Zweiter hinter Mustapha Kanit und sicherte sich ein Preisgeld von 672.300 Euro. Im Januar 2016 gewann der Kanadier das PCA-Main-Event, das in diesem Jahr zum Turnierplan der EPT zählte. Dafür setzte er sich gegen 927 andere Spieler durch und erhielt eine Siegprämie von knapp 730.000 US-Dollar. Ende Januar 2017 belegte er bei der A$100.000 Challenge der Aussie Millions Poker Championship in Melbourne hinter Nick Petrangelo den zweiten Rang, der mit knapp 530.000 Australischen Dollar bezahlt wurde. Im Oktober 2017 spielte Watson bei der Triton Poker Series in Macau und cashte sowohl beim Six Max als auch beim Main Event, was ihm Preisgelder von umgerechnet knapp 850.000 US-Dollar einbrachte. Anfang November 2019 erreichte er beim WPT-Main-Event in Kahnawake den Finaltisch und belegte den mit 180.000 Kanadischen Dollar dotierten vierten Platz. Bei der Triton Series im nordzyprischen Kyrenia erzielte der Kanadier Anfang April 2022 zwei Geldplatzierungen und sicherte sich Preisgelder von über 1,2 Millionen US-Dollar. Auch bei der Austragung der Turnierserie in Madrid kam er im Mai 2022 dreimal auf die bezahlten Plätze und erhielt knapp 900.000 Euro. Mitte August 2022 gewann Watson bei der EPT Barcelona ein High Roller mit einem Hauptpreis von über 870.000 Euro. In Hội An erzielte er im März 2023 fünf Geldplatzierungen bei der Triton Series. Insbesondere aufgrund eines Sieges bei einem Turnier in Short Deck sicherte er sich Preisgelder von über einer Million US-Dollar. Anfang Mai 2023 entschied der Kanadier in Monte-Carlo zum zweiten Mal das EPT-Main-Event für sich und erhielt aufgrund eines Deals mit Leonard Maue rund 750.000 Euro.

### Preisgeldübersicht
| Jahr   | Preisgeld (in $) | Turniersiege |
| ------ | ---------------- | ------------ |
| 2006   | 7.060            | 0            |
| 2007   | 93.851           | 0            |
| 2008   | 2.198.059        | 1            |
| 2009   | 167.921          | 1            |
| 2010   | 228.396          | 1            |
| 2011   | 587.187          | 2            |
| 2012   | 2.088.032        | 2            |
| 2013   | 1.407.851        | 1            |
| 2014   | 545.133          | 0            |
| 2015   | 1.020.981        | 0            |
| 2016   | 960.048          | 1            |
| 2017   | 1.649.118        | 1            |
| 2018   | 324.133          | 0            |
| 2019   | 675.954          | 0            |
| 2020   | 164.870          | 0            |
| 2021   | 75.711           | 0            |
| 2022   | 4.487.994        | 1            |
| 2023   | 4.446.742        | 4            |
| gesamt | 21.129.041       | 15           |